# سینه قیفی‌شکل
سینه قیفی‌شکل (Funnel chest) یا (Pectus excavatum) به معنی فرورفتگی مادرزادی غضروف‌های چند دنده و استخوان جناغ است به‌طوری که قفسه سینه به شکل قیف درمی آید. این ناهنجاری برعکس سینه کبوتری است. گاه از بدو تولد وجود دارد و گاه در طول دوران رشد ایجاد می‌شود.

## کالبدشناسی
جناغ سینه، استخوانی پهن است که در قسمت قدامی فوقانی قفسه سینه قرار گرفته و دارای سه قسمت است:
دسته یا چنگال (Manobrium): پهن‌ترین و قوی‌ترین بخش جناغ سینه‌است و به استخوان ترقوه، دنده اول و نیمی از دنده دوم، متصل می‌گردد.
تنه (Body): بلندترین بخش جناغ سینه بوده و از بالا به دسته متصل شده و زاویه‌ای به نام زاویه جناغی یا زاویه لوئیس که مقداری به جلو تحدب دارد را می‌سازد و کناره‌های طرفی دارای یک بریدگی ناقص در بالا و پایین و ۴ بریدگی کامل برای اتصال دنده‌ها است.
زاویه خنجری (xiphoid): زایده کوچک خنجر مانندی است که در انتهای جناغ سینه قرار دارد.

## بیماریزایی
در آن جناغ Sternum به‌طرف داخل فرورفتگی پیدا می‌کند. این ناهنجاری نسبت به سینه کبوتری Pectus carinatum: PE شیوع بیشتری دارد.

## درمان
درمان به روشهای جراحی و غیر جراحی و ورزش است.
ورزش
چند نمونه از تمرینات اصلاحی فرورفتگی سینه
تمرین ساکرواسپینالیس (Sacrospinalis)
دست‌های خود را در پشت سر قرار داده و انگشتان را درهم قفل کنید. تا آنجا که ممکن است آرنج‌ها را به سمت عقب کشیده (تحت کشش قرار داشته باشند) و سر و گردن خود را صاف نمایید. این وضعیت باعث می‌شود که قفسه سینه شما از سمت جلو تحت کشش قرار بگیرد. هنگامی‌که به‌درستی در وضعیت ذکرشده قرار گرفتید، از ناحیه لگن به سمت جلو خم شوید تا تنه شما در حالت افقی قرار بگیرد، برای چند ثانیه این وضعیت را حفظ کرده و دوباره به موقعیت قبلی خود بازگردید. بسیار مهم است که در طول تمرین، آرنج‌ها در موقعیت صحیح ذکرشده قرار داشته باشند. همچنین، گردن در این تمرین نباید خم شود.
به‌عبارت‌دیگر، زمانی که بیمار در حالت افقی قرار دارد، ستون فقرات او باید در یک خط مستقیم باشد، در گردن هم نباید قوس ایجاد شود. بیمار باید این تمرین را 25 بار انجام دهد.
تقویت عضلات قفسه سینه و پشت
یکی دیگر از تمرینات اصلاحی برای تقویت عضلات قفسه سینه عبارت‌اند از: به پشت بر روی زمین دراز بکشید. دستان شما در دو طرف بدن کشیده شده باشند. وزنه‌ای کوچک را در هر یک از دستان قرار داده و به آرام آن‌ها را بروی قفسه سینه به هم نزدیک نمایید. این تمرین را در هرروز 25 بار تکرار نمایید.
کشش قفسه سینه
تنفس عمیق و نگه‌داشتن نفس: این تمرین را در صبح و شب انجام دهید. بایستید و شانه‌ها را عقب بکشید. تا آنجا که ممکن است دم انجام داده و نفس خود را به مدت 10 ثانیه نگه‌دارید. این تمرین را 20 بار تکرار نمایید.